# Damelack
Damelack ist ein bewohnter Gemeindeteil der Gemeinde Breddin im Landkreis Ostprignitz-Ruppin im Land Brandenburg.

## Geografie
Der Ort liegt westlich des Gemeindezentrums an der Grenze zum Land Sachsen-Anhalt. Nördlich liegt der Plattenburger Ortsteil Bendelin.

## Geschichte und Etymologie

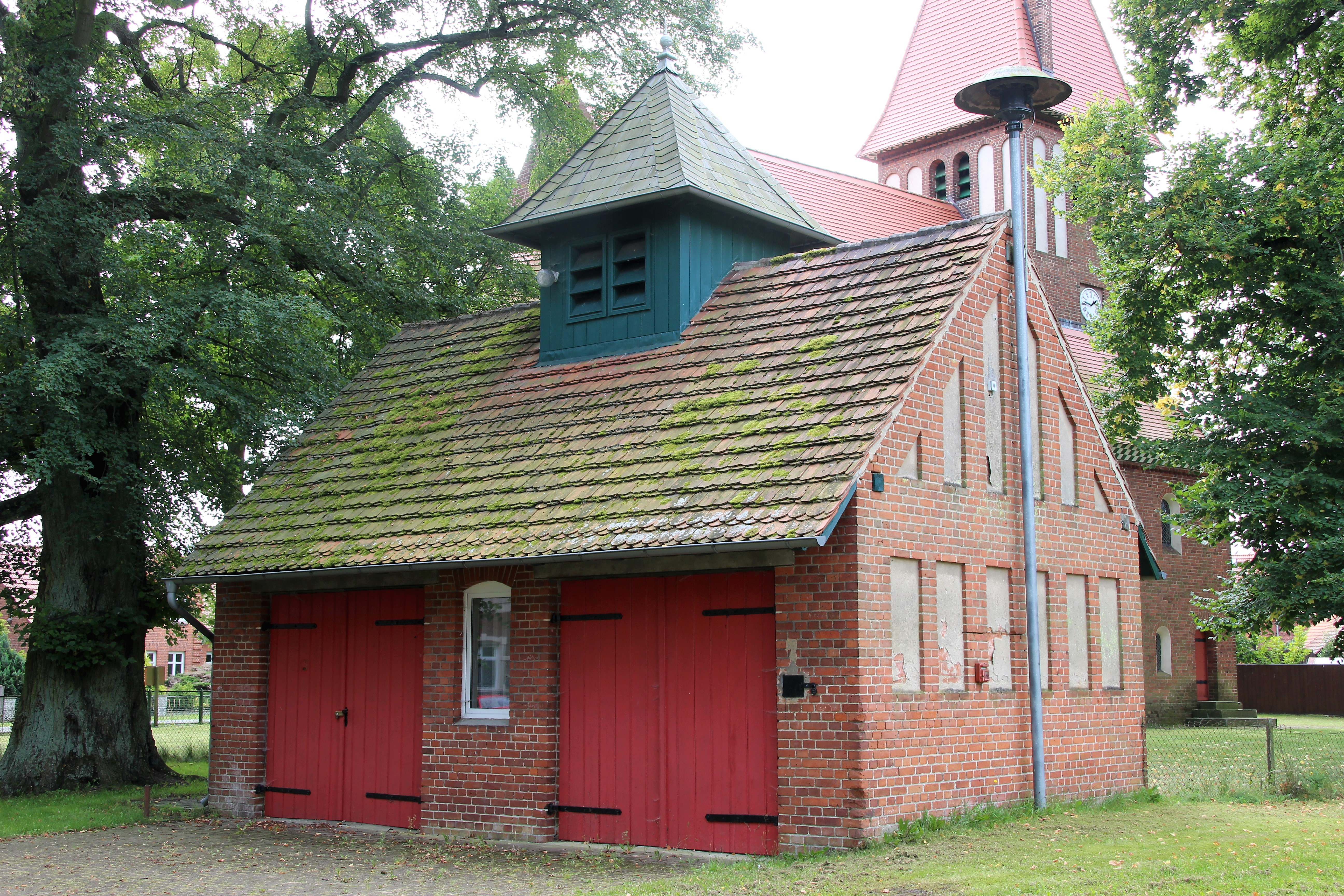
Spritzenhaus in Damelack

Der Ort wurde erstmals 1275 als Damlank urkundlich erwähnt. Der Name leitet sich aus der slawischen Sprache vom Wort dab (daml) für Eiche und laka (lanka) für nasse, feuchte Wiese ab. Er kann daher sinngemäß als Eichenau übersetzt werden. Zu dem Angerdorf gehörte ursprünglich ein Rittergut. 1339/1340 gelangten die ersten 14,5 Höfe von  Damlake in den Besitz des Klosters Stift zum Heiligengrabe. Die verbliebenen 8,25 Höfe veräußerten die Ritter Arnold Zack sowie sein Bruder im Jahr 1440 an das Kloster. Diesem mussten die Einwohner von Damelake ab 1445 Lehnsdienste leisten. Ab 1540 erschien in den Dokumenten erstmals die Bezeichnung Damelacke.
Im Dreißigjährigen Krieg wurden 1626 das Rittergut sowie die Kirche zerstört. Zu diesem Leid kamen auch noch Pest und Cholera in den Ort und forderten im Jahr 1636 insgesamt 110 Todesopfer. Die verbliebenen Bewohner ließen sich hiervon jedoch nicht entmutigen und errichteten 1655 eine Fachwerkkirche. Aus dem Jahr 1692 ist erstmals ein Schulmeister überliefert.
Mit dem Entfall der Leibeigenschaft im Jahr 1815 kamen Handwerker zu den Bauern in das Dorf. Sie errichteten eine Mühle, eine Schmiede; eine Schule entstand. Hinzu kamen ein Tischler, ein Schneider sowie ein Schuhmacher. 1828 erbauten Handwerker ein Spritzenhaus. Aus dem Jahr 1846 sind in Damelack 40 Wohnhäuser überliefert. Im Ort kam es zu einem bescheidenen wirtschaftlichen Aufschwung, der durch die Nähe zur Bahnstrecke Berlin–Hamburg befördert wurde. Hinzu kam die Zucht von Seidenraupen, die auf Geheiß des preußischen Königs Friedrich II. zum Aufbau einer eigenen Spinnerei betrieben wurde. Im Deutsch-Französischen Krieg starben in den Jahren 1870 und 1871 drei Einwohner aus dem Ort. Ihnen zu Ehren errichteten die Bewohner ein Denkmal.
In den Jahren 1907 und 1908 errichtete die Kirchengemeinde einen neuen Sakralbau. 1911 gründete sich die Freiwillige Feuerwehr. Im Ersten Weltkrieg starben neun Einwohner durch die Kriegshandlungen. 1925 erhielt der Ort den Anschluss an das elektrische Stromnetz. 1931 gab es 62 Wohnhäuser. Die weitere Infrastruktur wurde insbesondere durch den Bau einer gepflasterten Straße befördert. Die Arbeiten hierzu begannen in den Jahren 1937 und 1938, konnten auf Grund des Zweiten Weltkrieges jedoch erst im Jahr 1952 abgeschlossen werden. In dieser Zeit fielen 18 Einwohner des Ortes.
In der Zeit der DDR gründete sich im Jahr 1952 eine erste LPG Karl Marx mit zunächst 25 Mitgliedern. 1957 errichteten Handwerker ein neues Forsthaus. Die LPG wurde 1960 durch eine weitere Produktionsgenossenschaft Frohes Leben ergänzt. Sie hatte 43 Mitglieder und bewirtschaftete 285 Hektar Land. 1967 schloss die Schule und die Kinder gehen seit dieser Zeit nach Breddin zur Schule. Das Gebäude wurde fortan als Konsum genutzt. Am 1. Juli 1973 wurde die bis dahin eigenständige Gemeinde Damelack nach Breddin eingemeindet. In den Jahren 1985 und 1986 erhielt der Ort den Anschluss an eine zentrale Wasserversorgung.
Nach der Wende erhielt der Ort einen neuen Straßenanschluss sowie eine Neugestaltung des Dorfplatzes. Die LPGen lösten sich auf; einige Alteigentümer schlossen sich zu einer Agrargenossenschaft zusammen. 2004 konnte eine Eisenbahnüberführung eingeweiht werden. 2005 gründete sich ein Förderverein zum Erhalt der Kirche. Als eine erste Maßnahme wurde 2009 das Dach saniert. 2011 entstand auf dem Dorfanger ein Spielplatz.

## Sehenswürdigkeiten

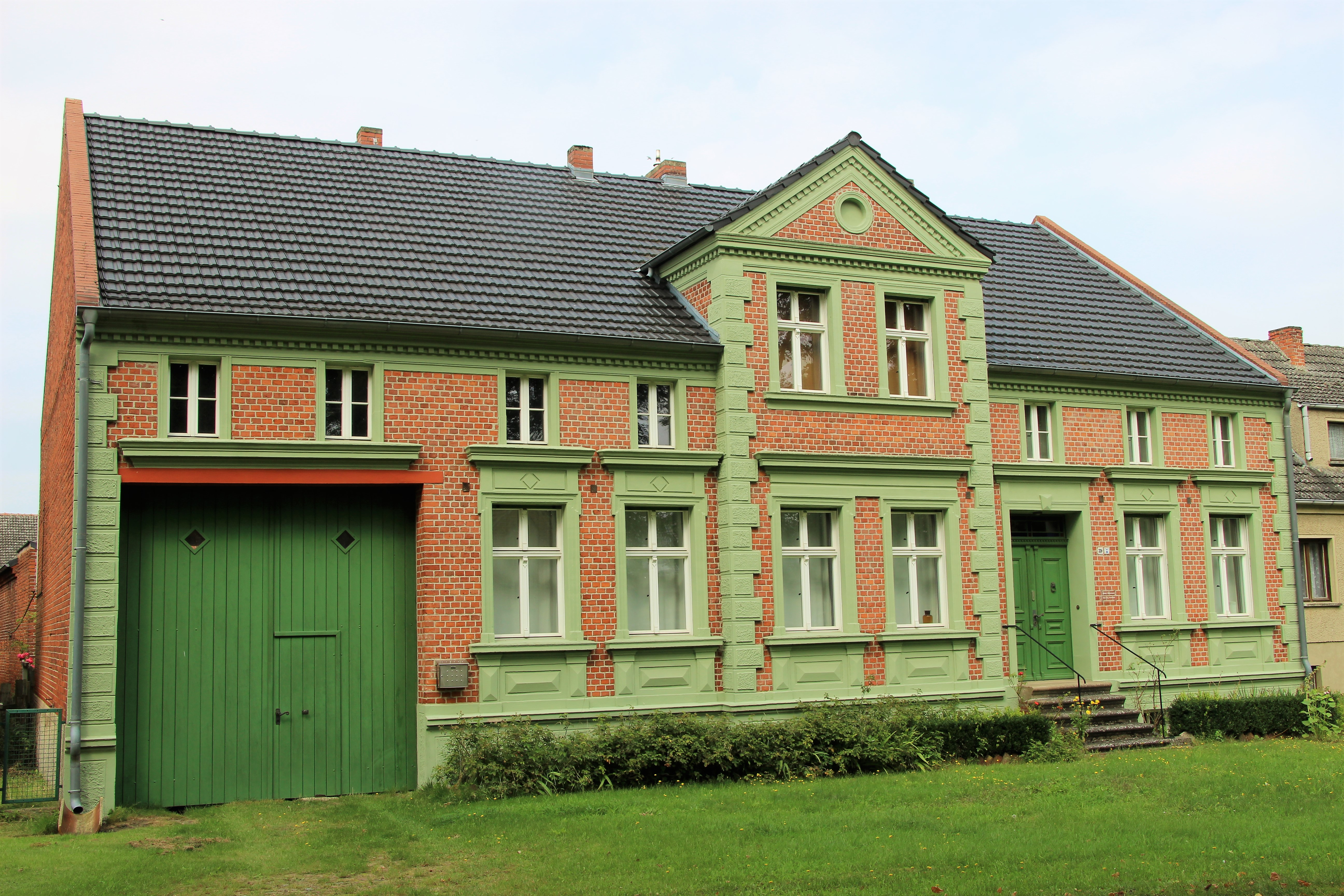
Gehöft in der Dorfstraße 39

Damelack ist Mitglied der Arbeitsgemeinschaft „Historische Dorfkerne im Land Brandenburg“.
Die Dorfkirche Damelack ist eine neoromanische Kirche aus dem Jahr 1907/1908. In dem 2009 und 2010 sanierten Bauwerk befinden sich unter anderem eine bauzeitliche Ausmalung sowie Skulpturen eines nicht mehr erhaltenen Altarretabels.
Im Ort stehen zahlreiche Gebäude unter Denkmalschutz, darunter die Wohnhäuser in der Dorfstraße 30, 37 und 39.

## Kultur und regelmäßige Veranstaltungen
Im Ort ist ein Dorf-, Reit- und Fahrverein aktiv. Der Damelacker Sommer mit Konzerten in der Dorfkirche wird vom Förderverein zur Erhaltung der Kirche organisiert.
2019 wurde das Gasthaus Damelack für bis zu 6 Konzerte jährlich wieder eröffnet. Auf der Bühne finden sich verschiedene Stilrichtungen, von Singer-Songwriter bis Rock. 